# 15e étape du Tour de France 2003
Pour un article plus général, voir Tour de France 2003.
La 15e étape du Tour de France 2003 a eu lieu le 21 juillet 2003 entre Bagnères-de-Bigorre et la station de ski de Luz-Ardiden sur une distance de 159,5 km. Elle a été remportée par l'Américain Lance Armstrong (US Postal-Berry Floor) devant l'Espagnol Iban Mayo (Euskaltel-Euskadi) et l'Allemand Jan Ullrich (Team Bianchi). Armstrong conserve la tête du classement général et le maillot jaune à l'issue de l'étape.

## Profil et parcours
Se déroulant uniquement dans le département des Hautes-Pyrénées, l'étape se dirige vers Lannemezan, puis Arreau où commence l'ascension vers le col d'Aspin (1e cat.). Le col du Tourmalet (hors cat.) est franchi au km 124,5. L'arrivée est jugée au sommet à Luz-Ardiden (hors cat.).

## Classement de l'étape
| \| Classement de l'étape \| Classement de l'étape \| Classement de l'étape \| Classement de l'étape \| Classement de l'étape \| \| Coureur \| Coureur \| Pays \| Équipe \| Temps \| \| --------------------- \| --------------------- \| --------------------- \| ----------------------------- \| --------------------- \| \| 1er \| Lance Armstrong \| États-Unis \| US Postal Service-Berry Floor \| DQ \| \| 2e \| Iban Mayo \| Espagne \| Euskaltel-Euskadi \| + 40 s \| \| 3e \| Jan Ullrich \| Allemagne \| Team Bianchi \| + 40 s \| \| 4e \| Haimar Zubeldia \| Espagne \| Euskaltel-Euskadi \| + 40 s \| \| 5e \| Christophe Moreau \| France \| Crédit Agricole \| + 43 s \| \| 6e \| Ivan Basso \| Italie \| Fassa Bortolo \| + 47 s \| \| 7e \| Tyler Hamilton \| États-Unis \| CSC \| + 1 min 10 s \| \| 8e \| Alexandre Vinokourov \| Kazakhstan \| Telekom \| + 2 min 07 s \| \| 9e \| José Luis Rubiera \| Espagne \| US Postal Service-Berry Floor \| + 2 min 45 s \| \| 10e \| Sylvain Chavanel \| France \| Brioches La Boulangère \| + 2 min 47 s \| |                      |            |                               |              |
| |                      |            |                               |              |
| |                      |            |                               |              |
| Classement de l'étape |                      |            |                               |              |
| Coureur | Coureur              | Pays       | Équipe                        | Temps        |
| 1er | Lance Armstrong      | États-Unis | US Postal Service-Berry Floor | DQ           |
| 2e | Iban Mayo            | Espagne    | Euskaltel-Euskadi             | + 40 s       |
| 3e | Jan Ullrich          | Allemagne  | Team Bianchi                  | + 40 s       |
| 4e | Haimar Zubeldia      | Espagne    | Euskaltel-Euskadi             | + 40 s       |
| 5e | Christophe Moreau    | France     | Crédit Agricole               | + 43 s       |
| 6e | Ivan Basso           | Italie     | Fassa Bortolo                 | + 47 s       |
| 7e | Tyler Hamilton       | États-Unis | CSC                           | + 1 min 10 s |
| 8e | Alexandre Vinokourov | Kazakhstan | Telekom                       | + 2 min 07 s |
| 9e | José Luis Rubiera    | Espagne    | US Postal Service-Berry Floor | + 2 min 45 s |
| 10e | Sylvain Chavanel     | France     | Brioches La Boulangère        | + 2 min 47 s |

## Classement général
| \| Classement général \| Classement général \| Classement général \| Classement général \| Classement général \| \| Coureur \| Coureur \| Pays \| Équipe \| Temps \| \| ------------------ \| -------------------- \| ------------------ \| ----------------------------- \| ------------------ \| \| 1er \| Lance Armstrong \| États-Unis \| US Postal Service-Berry Floor \| DQ \| \| 2e \| Jan Ullrich \| Allemagne \| Team Bianchi \| + 1 min 07 s \| \| 3e \| Alexandre Vinokourov \| Kazakhstan \| Telekom \| + 2 min 45 s \| \| 4e \| Haimar Zubeldia \| Espagne \| Euskaltel-Euskadi \| + 5 min 16 s \| \| 5e \| Iban Mayo \| Espagne \| Euskaltel-Euskadi \| + 5 min 25 s \| \| 6e \| Ivan Basso \| Italie \| Fassa Bortolo \| + 8 min 08 s \| \| 7e \| Tyler Hamilton \| États-Unis \| CSC \| + 9 min 02 s \| \| 8e \| Christophe Moreau \| France \| Crédit Agricole \| + 11 min 12 s \| \| 9e \| Francisco Mancebo \| Espagne \| iBanesto.com \| + 16 min 05 s \| \| 10e \| Carlos Sastre \| Espagne \| CSC \| + 16 min 12 s \| |                      |            |                               |               |
| |                      |            |                               |               |
| |                      |            |                               |               |
| Classement général |                      |            |                               |               |
| Coureur | Coureur              | Pays       | Équipe                        | Temps         |
| 1er | Lance Armstrong      | États-Unis | US Postal Service-Berry Floor | DQ            |
| 2e | Jan Ullrich          | Allemagne  | Team Bianchi                  | + 1 min 07 s  |
| 3e | Alexandre Vinokourov | Kazakhstan | Telekom                       | + 2 min 45 s  |
| 4e | Haimar Zubeldia      | Espagne    | Euskaltel-Euskadi             | + 5 min 16 s  |
| 5e | Iban Mayo            | Espagne    | Euskaltel-Euskadi             | + 5 min 25 s  |
| 6e | Ivan Basso           | Italie     | Fassa Bortolo                 | + 8 min 08 s  |
| 7e | Tyler Hamilton       | États-Unis | CSC                           | + 9 min 02 s  |
| 8e | Christophe Moreau    | France     | Crédit Agricole               | + 11 min 12 s |
| 9e | Francisco Mancebo    | Espagne    | iBanesto.com                  | + 16 min 05 s |
| 10e | Carlos Sastre        | Espagne    | CSC                           | + 16 min 12 s |

## Classements annexes
| Classement par points | Classement par points | Classement par points | Classement par points | Classement par points |
| Coureur               | Coureur               | Pays                  | Équipe                | Points                |
| --------------------- | --------------------- | --------------------- | --------------------- | --------------------- |
| 1er                   | Baden Cooke           | Australie             | Fdjeux.com            | 156 pts               |
| 2e                    | Robbie McEwen         | Australie             | Lotto-Domo            | 148 pts               |
| 3e                    | Thor Hushovd          | Norvège               | Crédit Agricole       | 134 pts               |
| 4e                    | Erik Zabel            | Allemagne             | Telekom               | 126 pts               |
| 5e                    | Stuart O'Grady        | Australie             | Crédit Agricole       | 122 pts               |

| Classement par points | Classement par points | Classement par points | Classement par points | Classement par points |
| Coureur               | Coureur               | Pays                  | Équipe                | Points                |
| --------------------- | --------------------- | --------------------- | --------------------- | --------------------- |
| 1er                   | Baden Cooke           | Australie             | Fdjeux.com            | 156 pts               |
| 2e                    | Robbie McEwen         | Australie             | Lotto-Domo            | 148 pts               |
| 3e                    | Thor Hushovd          | Norvège               | Crédit Agricole       | 134 pts               |
| 4e                    | Erik Zabel            | Allemagne             | Telekom               | 126 pts               |
| 5e                    | Stuart O'Grady        | Australie             | Crédit Agricole       | 122 pts               |

| Classement de la montagne | Classement de la montagne | Classement de la montagne | Classement de la montagne     | Classement de la montagne |
| Coureur                   | Coureur                   | Pays                      | Équipe                        | Points                    |
| ------------------------- | ------------------------- | ------------------------- | ----------------------------- | ------------------------- |
| 1er                       | Richard Virenque          | France                    | Quick Step-Davitamon          | 318 pts                   |
| 2e                        | Laurent Dufaux            | Suisse                    | Alessio                       | 177 pts                   |
| 3e                        | Lance Armstrong           | États-Unis                | US Postal Service-Berry Floor | DQ                        |
| 4e                        | Iban Mayo                 | Espagne                   | Euskaltel-Euskadi             | 130 pts                   |
| 5e                        | Haimar Zubeldia           | Espagne                   | Euskaltel-Euskadi             | 125 pts                   |

| Classement de la montagne | Classement de la montagne | Classement de la montagne | Classement de la montagne     | Classement de la montagne |
| Coureur                   | Coureur                   | Pays                      | Équipe                        | Points                    |
| ------------------------- | ------------------------- | ------------------------- | ----------------------------- | ------------------------- |
| 1er                       | Richard Virenque          | France                    | Quick Step-Davitamon          | 318 pts                   |
| 2e                        | Laurent Dufaux            | Suisse                    | Alessio                       | 177 pts                   |
| 3e                        | Lance Armstrong           | États-Unis                | US Postal Service-Berry Floor | DQ                        |
| 4e                        | Iban Mayo                 | Espagne                   | Euskaltel-Euskadi             | 130 pts                   |
| 5e                        | Haimar Zubeldia           | Espagne                   | Euskaltel-Euskadi             | 125 pts                   |

| Classement du meilleur jeune | Classement du meilleur jeune | Classement du meilleur jeune | Classement du meilleur jeune | Classement du meilleur jeune |
| Coureur                      | Coureur                      | Pays                         | Équipe                       | Temps                        |
| ---------------------------- | ---------------------------- | ---------------------------- | ---------------------------- | ---------------------------- |
| 1er                          | Denis Menchov                | Russie                       | iBanesto.com                 | 66 h 53 min 32 s             |
| 2e                           | Mikel Astarloza              | Espagne                      | AG2R Prévoyance              | + 42 min 33 s                |
| 3e                           | Juan Miguel Mercado          | Espagne                      | iBanesto.com                 | + 43 min 40 s                |
| 4e                           | Sylvain Chavanel             | France                       | Brioches La Boulangère       | + 1 h 07 min 07 s            |
| 5e                           | Evgueni Petrov               | Russie                       | iBanesto.com                 | + 1 h 16 min 16 s            |

| Classement du meilleur jeune | Classement du meilleur jeune | Classement du meilleur jeune | Classement du meilleur jeune | Classement du meilleur jeune |
| Coureur                      | Coureur                      | Pays                         | Équipe                       | Temps                        |
| ---------------------------- | ---------------------------- | ---------------------------- | ---------------------------- | ---------------------------- |
| 1er                          | Denis Menchov                | Russie                       | iBanesto.com                 | 66 h 53 min 32 s             |
| 2e                           | Mikel Astarloza              | Espagne                      | AG2R Prévoyance              | + 42 min 33 s                |
| 3e                           | Juan Miguel Mercado          | Espagne                      | iBanesto.com                 | + 43 min 40 s                |
| 4e                           | Sylvain Chavanel             | France                       | Brioches La Boulangère       | + 1 h 07 min 07 s            |
| 5e                           | Evgueni Petrov               | Russie                       | iBanesto.com                 | + 1 h 16 min 16 s            |

| Classement par équipes | Classement par équipes        | Classement par équipes | Classement par équipes |
| Équipe                 | Équipe                        | Pays                   | Temps                  |
| ---------------------- | ----------------------------- | ---------------------- | ---------------------- |
| 1re                    | CSC                           | Danemark               | 194 h 34 min 02 s      |
| 2e                     | Euskaltel-Euskadi             | Espagne                | + 6 min 58 s           |
| 3e                     | US Postal Service-Berry Floor | États-Unis             | + 14 min 08 s          |
| 4e                     | iBanesto.com                  | Espagne                | + 16 min 43 s          |
| 5e                     | Team Bianchi                  | Allemagne              | + 59 min 13 s          |

| Classement par équipes | Classement par équipes        | Classement par équipes | Classement par équipes |
| Équipe                 | Équipe                        | Pays                   | Temps                  |
| ---------------------- | ----------------------------- | ---------------------- | ---------------------- |
| 1re                    | CSC                           | Danemark               | 194 h 34 min 02 s      |
| 2e                     | Euskaltel-Euskadi             | Espagne                | + 6 min 58 s           |
| 3e                     | US Postal Service-Berry Floor | États-Unis             | + 14 min 08 s          |
| 4e                     | iBanesto.com                  | Espagne                | + 16 min 43 s          |
| 5e                     | Team Bianchi                  | Allemagne              | + 59 min 13 s          |